# Kohlscheider BC
Der Kohlscheider BC (offiziell: Kohlscheider Ballspiel-Club 1913 e. V.) ist ein Sportverein aus dem Herzogenrather Stadtteil Kohlscheid in der Städteregion Aachen. Die erste Fußballmannschaft spielte ein Jahr in der seinerzeit erstklassigen Gauliga Köln-Aachen.

## Geschichte
Der Verein wurde am 3. Juni 1913 gegründet. Im Jahre 1922 schlossen sich der im Jahre 1919 gegründete Kohlscheider SV Union sowie der FC Westfalia Kohlscheid dem Kohlscheider BC an.

### Männerfußball
Im Jahre 1931 schaffte die Mannschaft den Aufstieg in die zweithöchste Spielklasse. Schließlich erreichten die Kohlscheider im Jahre 1943 die Aufstiegsrunde zur Gauliga Köln-Aachen, wo sie sich gemeinsam mit dem Bayenthaler SV gegen TuRa Bonn durchsetzten. In der Gauliga erreichten die Kohlscheider den sechsten Platz, mussten aber eine 1:13-Niederlage beim Meister KSG VfL Köln 1899/SpVgg Sülz 07 hinnehmen.
Nach dem Ende des Zweiten Weltkriegs erreichte der KBC im Jahre 1947 die Endrunde um die Rheinbezirksmeisterschaft. Dort wurde die Mannschaft nach einer 0:3-Entscheidungsspielniederlage gegen den Siegburger SV 04 Letzter und verpasste die Teilnahme an der Qualifikationsrunde zur neu geschaffenen Oberliga West. Dafür nahmen die Kohlscheider an der neu geschaffenen Rheinbezirksliga teil, die von nun an die höchste Amateurliga am Mittelrhein war und zwei Jahre später in Landesliga umbenannt wurde. 1950 wurde der KBC zwar Letzter, verblieb jedoch wegen der Einführung der II. Division Landesligist. Zwei Jahre später wurde Kohlscheid Dritter und schlug die SpVg Frechen 20 mit 10:0.
Im Jahre 1956 qualifizierte sich die Mannschaft für die neu geschaffene Verbandsliga Mittelrhein, aus der sie prompt abstieg. 1962 konnte der KBC den Klassenerhalt in der Landesliga erst nach einem 4:3-Entscheidungsspielsieg gegen Adler Büsbach sicherstellen, bevor der Verein dann noch in die Bezirksklasse absteigen musste. 1994 kehrten die Kohlscheider erst in die Landesliga zurück und schafften zwei Jahre später den Aufstieg in die Verbandsliga Mittelrhein. Aus dieser stieg der KBC als Tabellenletzter prompt wieder ab, ehe die Kohlscheider im Jahre 2004 runter in die Bezirksliga mussten.
Drei Jahre später ging es hinab in die Kreisliga. Es dauerte bis ins Jahr 2013, ehe die Kohlscheider wieder in die Bezirksliga aufsteigen konnten. Dort schaffte die Mannschaft den direkten Durchmarsch in die Landesliga dank der besseren Tordifferenz gegenüber der DJK FV Haaren. Nach nur einem Jahr folgte 2015 der Abstieg in die Bezirksliga, dem der direkte Wiederaufstieg folgte. 2018 ging es erneut runter in die Bezirksliga, aber auch dieses Mal konnten die Kohlscheider direkt wieder aufsteigen.

### Frauenfußball
Nach einem kurzen Gastspiel des Frauenfußballs in den 1970er Jahren gibt es seit der Saison 2010/11 wieder Frauenfußball beim Kohlscheider BC. Zwei Jahre zuvor wechselte Trainer Gunther Bücken mit einer Mädchenmannschaft vom Kohlscheider SV zum Kohlscheider BC. Aus dieser Mannschaft wurde dann die erste Frauenmannschaft, die im ersten Jahr den 8. Platz in der Kreisligatabelle belegte. 2011/12 verbesserten sich die KBC-Frauen auf den 5. Platz. In der folgenden Saison kamen einige Spielerinnen hinzu und das Team belegte in der Saison 2012/13 den ersten Platz, der mit dem Aufstieg in die Bezirksliga belohnt wurde. Wieder kamen neue Spielerinnen und die Mannschaft schaffte Platz zwei in der Saison 2013/14 und damit den Durchmarsch in die Landesliga. In der Saison 2014/15 konnten die Frauen mit nur einem verlorenen Spiel erneut die Meisterschaft erringen. Damit erreichten sie den Aufstieg in die Mittelrheinliga, die drei Jahre gehalten werden konnte. Größter Erfolg war der siebte Platz in der Aufstiegssaison 2015/16. Seit dem Abstieg im Jahre 2019 spielen die Kohlscheiderinnen in der Bezirksliga.

## Persönlichkeiten

### Erste Vorsitzende des KBC
- Johann Hallmann (1913–1922)
- Matthias Halfkann (1922–1923)
- Josef Paffen (1929–1930)
- Heinrich Crumbach (1930–1931)
- Ludwig Ochs (1932–1939)
- Franz Brüll (1939–1941)
- Leo Körfer (1941–1947)
- Bernhard Esser (1947–1949)
- Georg Rechenberg (1949–1950)
- Peter Huppertz (1950–1951)
- Ludwig Jörissen (1951–1952)
- Ewald Terhürne (1952–1953)
- Johann Jansen (1953–1956)
- Albert Winter (1956–1962)
- Heinrich Schulte (1962–1969)
- Robert Hirtz (1969, übergangsweise)
- Hubert Hammers (1969–1993)
- Lutz Göbbels (1993–2013)
- (2013–2015 vakant)
- Wilfried Bücken (2015–2017)
- Jörg Michiels (2017)

### Spieler
- Günter Delzepich
- Josef Martinelli
- Faton Popova